# Downtown Largo
Downtown Largo – końcowa stacja linii niebieskiej i srebrnej metra waszyngtońskiego. Znajduje się w mieście Largo w stanie Maryland. Przystanek został otwarty 18 grudnia 2004 roku, początkowo tylko na linii niebieskiej; składy linii srebrnej docierają na niego od 26 lipca 2014 roku. Do 11 września 2022 roku stacja nosiła nazwę Largo Town Center.